# Selsfors
Koordinaten: 64° 44′ 28″ N, 20° 37′ 47″ O
Selsfors ist eine Talsperre in Nordost-Schweden in der Nähe von Skellefteå am Skellefteälven.

## Mauer und Werk
Am 7. April 1937 beschloss die Stadt die Staumauer zu errichten, im März 1941 erfolgte der erste Spatenstich. Es handelt sich um eine 21 m hohe und 200 m lange Pfeilerstaumauer aus Mauerwerk, die 1943 fertiggestellt worden war. Das von Skellefteå-Kraft betriebene Kraftwerk Selfors hat eine Kraftwerksausbauleistung von 61 MW und das jährliche Arbeitsvermögen beträgt 265 GWh.

## Unglück
Die Staumauer der Selsfors-Talsperre in Schweden ist am 12. November 1943 gebrochen. Das Datum wird in den Quellen auch mit 9. November 1943 angegeben. Der normale Wasserspiegel war 20 m hoch, beim Versagen lag er bei 18,2 m.
Bei der Erstfüllung des Stausees traten Risse und Wasserverluste auf. Viereinhalb Stunden vor dem Bruch begann das Wasser langsam durch die Fundamente zu sickern. Das Phänomen, das man "Piping" nennt, führte dann zu immer stärkerer Durchsickerung und zum Ausspülen des fluvioglazialen Sandes im Untergrund. Die Staumauer stürzte schließlich nach sechs Stunden zusammen, nachdem das Fundament fortgespült war. Der Stauinhalt von 1,8 Millionen Kubikmetern floss ab, ohne dass Menschen zu Schaden kamen. 1944 wurde die Mauer dann fertiggestellt.